# Sam Sunderland
Sam Sunderland (Poole, 1989. április 15.–) brit motorversenyző, a 2017-es és 2022-es Dakar-rali győztese.

## Pályafutása
Sunderland már hétéves kora óta a sivatagi versenyzés megszállottja volt, amivel nemzetközi szinten hívta fel magára a figyelmet. 2011-ben az Abu Dhabi Desert Challengen szerzett 2, majd az Australasian Safarin 3 szakaszgyőzelmet. A következő évben, mindössze 22 évesen elindult első Dakar-raliján, ahol az első szakaszon a hetedik lett, a második szakaszon azonban elektronikai hiba miatt feladni kényszerült a versenyt. 2013-ban már a Honda gyári alakulatánál versenyzett, de egy edzésen mindkét csuklóját eltörte, így vissza kellett lépnie a versenyzéstől.
2014-ben megnyerte a második szakaszt, amivel 1998 után az első brit lett aki a Dakaron szakaszt tud nyerni. Azonban a versenye ekkor sem tartott sokáig, a negyedik etapon kiesett. 2015-re a KTM gyári alakulatához szerződött, akikkel megnyerte az első szakaszt és állt az összetett élére. Azonban a negyedik szakasznál ismételten megakadt, ezúttal egy bukás vetett véget a ralijának.
Egy év kihagyás után a 2017-es Dakaron Toby Price balesete és Matthias Walkner gyenge szereplése után Sunderland vált a KTM első számú versenyzőjévé. Sam kiválóan vette a feladatot, majd az ötödik szakaszon szerzett győzelme után mégtovább növelte előnyét. A Hondás versenyzők egy órás időbüntetése után gyakorlatilag komoly kihívó nélkül vezette az összetettet, majd az utolsó héten a legközelebbi üldözője, Pablo Quintanilla is kiszállt a küzdelmekből, így Sam hatalmas előnnyel vált az első brit Dakar győztessé. 2018-ban két szakaszt is megnyert, de a negyedik szelektíven fel kellett adnia a versenyt.

## Eredményei

### Dakar-rali
| Év   | Kategória    | Gyártó       | Szakaszgyőzelmek | Helyezés     |
| ---- | ------------ | ------------ | ---------------- | ------------ |
| 2012 | Motor        | Honda        | 0                | Kiesett      |
| 2013 | Visszalépett | Visszalépett | Visszalépett     | Visszalépett |
| 2014 | Motor        | Honda        | 1                | Kiesett      |
| 2015 | Motor        | KTM          | 1                | Kiesett      |
| 2016 | Nem nevezett | Nem nevezett | Nem nevezett     | Nem nevezett |
| 2017 | Motor        | KTM          | 1                | 1.           |
| 2018 | Motor        | KTM          | 2                | Kiesett      |
| 2019 | Motor        | KTM          | 2                | 3.           |
| 2020 | Motor        | KTM          | 0                | Kiesett      |
| 2021 | Motor        | KTM          | 1                | 3.           |
| 2022 | Motor        | Gas Gas      | 1                | 1.           |
| 2023 | Motor        | Gas Gas      | 0                | Kiesett      |